# Пекленица
Пекленица је насељено место у саставу града Мурског Средишћа у Међимурској жупанији, Хрватска. До територијалне реорганизације у Хрватској налазила се у саставу старе општине Чаковец.

## Становништво
На попису становништва 2011. године, Пекленица је имала 1.217 становника.

## Попис1991.
На попису становништва 1991. године, насељено место Пекленица је имало 1.284 становника, следећег националног састава:
| Попис 1991.‍   | Попис 1991.‍  | Попис 1991.‍ | Попис 1991.‍ | Попис 1991.‍ |
| ------------- | ------------ | ----------- | ----------- | ----------- |
|               |              |             |             |             |
| Хрвати        | Хрвати       |             | 1.204       | 93,76%      |
| Словенци      | Словенци     |             | 7           | 0,54%       |
| Муслимани     | Муслимани    |             | 4           | 0,31%       |
| Југословени   | Југословени  |             | 2           | 0,15%       |
| Мађари        | Мађари       |             | 2           | 0,15%       |
| Срби          | Срби         |             | 1           | 0,07%       |
| остали        | остали       |             | 1           | 0,07%       |
| неопредељени  | неопредељени |             | 34          | 2,64%       |
| непознато     | непознато    |             | 29          | 2,25%       |
| укупно: 1.284 |              |             |             |             |